# ß
La ß (corsivo ß, maiuscolo ẞ), chiamata Eszett (IPA /ʔɛsˈt͡sɛt/) o scharfes S (IPA /ˌʃaɐ̯fəsˈʔɛs/ "S forte") in tedesco, è una lettera presente solo nell'alfabeto tedesco. Si utilizza in modo alternativo con il digramma ss in alcuni casi, mentre viene sempre sostituito da quest'ultimo in certi altri. Questa lettera presenta la particolarità, raffrontata agli altri caratteri degli alfabeti occidentali, di non apparire mai in posizione iniziale (tranne in rarissimi casi, come in alcune trascrizioni fonetiche di qualche dizionario tedesco dove indica il fonema /s/, opposto a ⟨s⟩ che indica /z/).
Fino al giugno 2008, la scharfes S aveva solo la forma minuscola; tra i pochi altri esempi di lettere con tale caratteristica si può citare la groenlandese kra.

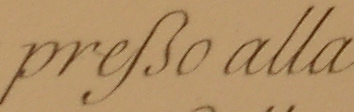
Un esempio di doppia s in un vecchio testo.

## Origine
L'origine di ß è da ricercarsi in due differenti tipi di legature:
- legatura della "esse lunga" ⟨ſ⟩ e della ⟨z⟩;
- legatura della "esse lunga" ⟨ſ⟩ e della "esse corta" ⟨s⟩.

La "esse lunga" è stata usata nelle ortografie europee fino alla metà circa del XIX secolo e ancora compare sporadicamente, per lo più come artificio grafico. La legatura di ⟨ſ⟩ e ⟨s⟩ è stata usata a lungo in Europa, anche per l'italiano, per esempio in un großo maßo.
Per quanto riguarda ß si deve però tenere presente la confusione tra i due differenti tipi di legature citati sopra. Solitamente si considerano, come causa della confusione:
- la seconda rotazione consonantica del tedesco;
- l'uso della scrittura gotica in Germania.

### Seconda rotazione consonantica
In tedesco antico si usavano due grafemi ⟨s⟩ e ⟨ʒ⟩ rispettivamente per /s/ e /z/.
Con la seconda rotazione consonantica, /t/ divenne /t͡s/ o /s/. Originariamente questo /s/ era un fonema probabilmente differente dall'altro /s/ del protogermanico; presto si fusero però in un unico fonema.
All'inizio, /t͡s/ e /s/ risultanti dalla rotazione si trascrissero entrambi con ⟨ʒʒ⟩, cosicché ⟨ʒʒ⟩ e ⟨ss/ſſ⟩ (essendo i due tipi di "esse" intercambiabili) indicarono lo stesso fonema, /s/ appunto, mentre /z/ era in corso di parziale defonologizzazione. Verso il XIV secolo vennero differenziati in ⟨ʒ⟩ e ⟨sʒ/ſʒ⟩.
Questa legatura divenne poi l'attuale ß.

### Scrittura gotica
In Germania la scrittura tradizionale era del tipo comunemente detto "gotico" (da non confondere con l'alfabeto gotico che è assai più antico, i termini Gebrochene Schrift e blackletter, rispettivamente in tedesco e in inglese, evitano questa ambiguità), tra i cui più famosi tipi erano la Textura (creata da Johannes Gutenberg), la Schwabacher e la Fraktur: con quest'ultimo termine s'indica spesso (ma imprecisamente) ogni tipo di scrittura gotica.
La scrittura gotica è sostanzialmente una variante dell'alfabeto latino in uso in svariati paesi dell'Europa centrale e settentrionale, ma soprattutto in Germania, dov'era la scrittura usuale per il tedesco stampato; scrivendo a mano s'utilizzavano scritture un po' differenti e più semplici come la Kurrent. Curiosamente, dovendo scrivere parole latine, romanze o inglesi non adattate al tedesco in un testo composto in caratteri gotici, si usavano i caratteri latini (detti in tedesco Antiqua).
Nel corso dei secoli le due scritture vennero utilizzate per differenziare altre caratteristiche della lingua: per esempio, la lunghezza della vocale precedente. Infatti si iniziò ad adoperare la legatura di ⟨ſʒ⟩ dopo una vocale lunga o in fine di parola e ⟨ſſ⟩ dopo vocale breve, mentre ⟨s⟩ scempia indicava sempre /z/, cioè la sonora. Questo venne sancito ufficialmente con la riforma ortografica tedesca del 1902.

### Caratteri Antiqua
Quando, dal XVIII secolo al XIX, l'uso dei caratteri Antiqua cominciò a diffondersi in Germania, specie per testi accademici, i tipografi cominciarono ad avere il bisogno di trovare un glifo equivalente alla legatura gotica ⟨ſʒ⟩, perché volevano mantenere la distinzione "gotica" tra ⟨ſʒ⟩ (con legatura), ⟨ſʒ⟩ (senza legatura, in parole d'origine generalmente straniera come Faſʒination) e ⟨ſſ⟩.
La conservazione della differenza d'uso tra ss e ß anche nei caratteri Antiqua è stata confermata dalla riforma ortografica tedesca del 1996. Curiosamente, non è mai stata presa in considerazione l'ipotesi di usare semplicemente ⟨s⟩ per /s/, ⟨z⟩ per /z/ e ⟨c⟩ (lettera pressoché disusata nell'alfabeto tedesco fuorché nei nessi ⟨ch⟩, ⟨sch⟩ e ⟨tsch⟩) per /t͡s/, secondo l'uso ungherese e slavo. Le lettere avrebbero potuto essere raddoppiate per segnalare vocali brevi: sarebbe stato un sistema assai più semplice e coerente, invece di basarsi su espedienti tipografici come ⟨ſ⟩ o le legature.

## Forme di ß

Differenti forme di ß in Antiqua

Ci sono state almeno quattro soluzioni proposte per la forma della legatura "s lunga-z" in Antiqua:
1. combinazione di lettere ⟨ſ⟩ e ⟨s⟩ senza una vera legatura ma ravvicinate tra di loro;
2. legatura di ⟨ſ⟩ e ⟨s⟩, caduta in disuso nelle altre ortografie europee tra il XVIII e il XIX secolo, con l'abbandono di ſ;
3. legatura di ⟨ſ⟩ e una specie di "zeta gotica", ⟨ʒ⟩ (questa soluzione è probabilmente la più vicina all'originale gotico);
4. legatura di ⟨ſ⟩ e un tipo di "3" cosicché il glifo rassomiglia a un "beta" greco ⟨β⟩ e può esser considerato un compromesso tra la seconda e la terza soluzione.

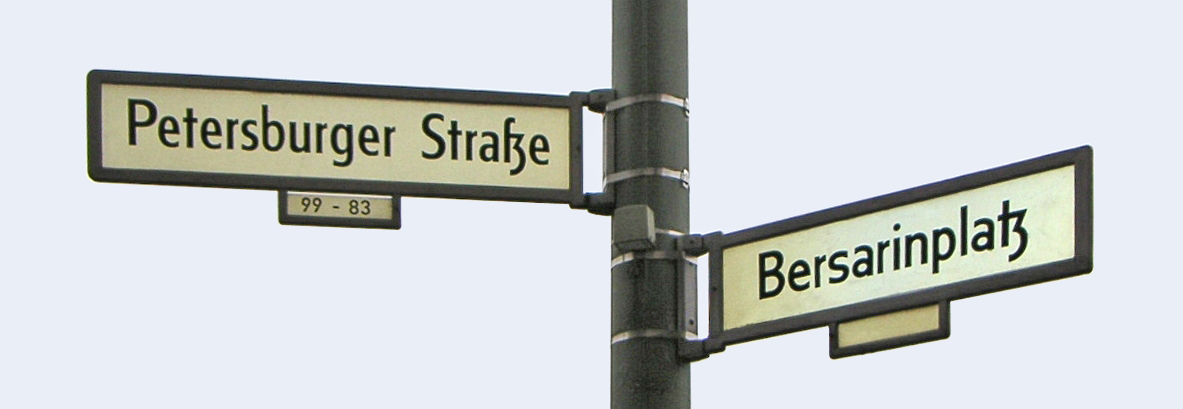
La terza soluzione per rendere ß in un segnale stradale a Berlino (Petersburger Straße). Il segnale sulla destra (Bersarinplatz) termina con una legatura di

Attualmente la maggior parte della legature "s lunga-z" in Antiqua sono modellate sulla seconda o quarta soluzione: la terza è raramente usata e la prima è caduta in disuso. Dal momento che molti tipi di carattere odierni sembrano preferire la seconda soluzione, si può dire che la confusione tra /ss/ e /sts/ del tedesco antico si è mantenuta fino a oggi.
Il tipografo Jan Tschichold ha asserito che la legatura gotica in questione derivava da una legatura di ⟨ſ⟩ e ⟨s⟩. La sua posizione è ben conosciuta e divulgata, anche se molti glottologi affermano che non ci sono prove per supportarla. Tschichold si basa su due affermazioni: su di un'immagine (disegnata da lui stesso) dove la ⟨ſ⟩ e la ⟨s⟩ si legano insieme in un glifo gotico e sul fatto che in Antiqua la legatura è realizzata con ⟨ſs⟩. Tuttavia un esemplare storicamente accertato della prima non è mai stato trovato e la seconda affermazione è giusta ma non prova nulla.
Sembrerebbe logico tornare a distinguere le due legature originarie, ⟨ſʒ⟩, magari con ß simile all'ultima soluzione) e ⟨ſs⟩ (con un glifo simile a quello disegnato da Tschichold), ma non si conosce nessuna proposta in proposito.

## Uso
Nell'ortografia tedesca odierna, ß si usa per denotare il fonema non-sonoro /s/ all'interno e in fine di parola esclusivamente dopo vocale lunga o dittongo (per esempio Straße, "strada"). Nel caso la vocale sia breve, si scrive ss; ad esempio: nell'infinito fließen ("scorrere") si scrive ß perché è preceduta dal dittongo ⟨ie⟩, mentre nel preterito floss e il participio perfetto geflossen si scrive ss perché la vocale è breve. Questa riforma ha fatto in modo che anche la lettera s rientrasse nella regola secondo la quale una vocale seguita da due consonanti è breve, se seguita da una è lunga, mentre prima della riforma la distinzione fra ss e ß era più un fatto di estetica, dal momento che ß semplicemente sostituiva ss in finale di parola e fra una vocale e una consonante indipendentemente dalla lunghezza della vocale oppure fra due vocali dopo vocale lunga, costituendo, a parte l'ultimo caso, un'eccezione alla regola generale detta sopra.

### Usi precedenti e riforma ortografica
Prima della riforma ortografica tedesca del 1996 si doveva usare ss solo fra due vocali dopo vocale breve e ß in tutti gli altri casi, anche dopo vocale breve, cosicché, per esempio, Fluss veniva scritto Fluß.
La riforma ortografica ha comportato anche il cambio di grafia per nomi propri e geografici: per esempio, Rußland ("Russia") è diventato Russland e Preßburg ("Presburgo", nome storico tedesco dell'odierna Bratislava, capitale slovacca) è diventato Pressburg.

### Svizzera e Liechtenstein
Nella Svizzera e nel Liechtenstein l'uso della ß si è perso durante il Novecento sostituendola con ss: nelle scuole, nella corrispondenza e sui giornali la ß non è mai usata. Die Neue Zürcher Zeitung (abbreviato in NZZ) fu l'ultimo giornale svizzero a cessare l'uso della ß nel 1974.
La tastiera svizzera, contrariamente a quella tedesca, non presenta d'altronde alcun tasto con la lettera ß.

### Sostituzione e scrittura maiuscola
Se non è disponibile il carattere ß, come ripiego si usa ss. Questa ss può essere divisa in fine di riga (Stras-se), in modo contrario a quando si usa ß (Stra-ße).
Storicamente non è mai stata creata una ß maiuscola perché questa lettera, nata come legatura nella scrittura minuscola manuale, compare solo in corpo e in fine di parola, mai all'inizio. Nella scrittura in tutto maiuscolo sono quindi state applicate varie soluzioni:
- SS (per esempio, STRASSE), con l'eccezione dei documenti legali, dove i nomi tutti in maiuscolo possono mantenere la ß per evitare possibili ambiguità: per esempio, HANS STRAßER.

- nella vecchia ortografia, il Duden incoraggiava l'uso di ⟨SZ⟩, quando SS poteva creare ambiguità, come nel caso di IN MASZEN ("in quantità limitate"; Maß significa "misura") vs. IN MASSEN ("in quantità massicce"; Masse significa "massa"). Il numero di casi simili era talmente basso che la regola risultava più confusa che utile e veniva quasi sempre ignorata. Solo nell'esercito tedesco la scrittura maiuscola ⟨SZ⟩ è ancora usata occasionalmente, anche se non c'è ambiguità: per esempio, si possono trovare sporadicamente contenitori con scritto SCHIESZGERÄT, "munizioni".

Ci sono stati ripetuti tentativi di introdurre una ß maiuscola. Uno dei più noti è l'edizione tedesco-orientale del Duden del 1957. Una proposta di Andreas Stötzner al Consorzio Unicode per una "doppia s maiuscola" è stata rifiutata nel 2004 sulla base che la ß maiuscola è una questione tipografica e quindi non pertinente per la codifica di caratteri.
Nell'aprile 2008 il comitato ISO ha alla fine accettato il progetto della ß maiuscola; la codifica Unicode della nuova lettera è U+1E9E LATIN CAPITAL LETTER SHARP S. Dal 29 giugno 2017, la nuova lettera maiuscola è entrata ufficialmente a far parte dell'ortografia tedesca.

## ß e β
La ß non dev'essere confusa con la lettera greca minuscola β, che le assomiglia senza avere alcuna parentela. Si può affermare che la somiglianza non è nemmeno tanto forte da permettere la sostituzione dell'una con l'altra in tipografia, senza rendere il risultato di un lavoro estremamente antiestetico e assai poco professionale. I lavori tipografici devono usare sempre ß; se non è disponibile, si userà ss, mai β.
Le differenze tra ß e β nella maggior parte dei tipi di carattere sono:
- β ha un tratto discendente sotto la riga, ß no, anche se nella scrittura e nei corsivi quasi sempre ha un discendente, seppur basso;
- β connette la parte verticale sulla sinistra con la fine del tratto orizzontale in basso; ß no;
- β usa le regole della tipografia greca per lo spessore dei tratti (i tratti obliqui e verticali sono i più sottili), ß usa le regole latine (i tratti orizzontali sono i più sottili);
- β è spesso leggermente inclinata sulla destra anche nei tondi mentre ß è perfettamente verticale.

Comunque, una sostituzione simile era frequente quando si doveva descrivere una versione "beta" di programmi applicativi per sistemi operativi antiquati come i primi MacOS, la cui tabella caratteri non supportava lettere greche, se non con appropriati programmi. Anche la pagina di codice 437 del DOS per IBM compatibili mescolava i due caratteri, assegnando loro lo stesso codice (0xE1) e un glifo che minimizzava le differenze.
Si deve tuttavia notare che nella scrittura a mano tedesca la ß è scritta in una maniera molto simile alla beta greca: è leggermente inclinata e, come è già stato detto, ha un discendente basso.

## Usi vari
Quando in tedesco si ordinano alfabeticamente le parole, la ß vien trattata come una ss. Quindi, per esempio, Ruß < Russe < rußen < Russland. Alcuni la trattano come una ⟨s⟩ scempia, ma quest'uso non è raccomandato.
La ß è usata anche da alcuni nella traslitterazione del sumero dove rappresenta /ʃ/. Altri studiosi usano $ o sz per lo stesso scopo.
La ß è popolare negli SMS, specialmente in Ungheria, dove sostituisce la combinazione comune ⟨sz⟩ (che vale /s/) e in Svizzera, dove la popolazione di lingua tedesca lo usa indistintamente per ogni ss.
L'entità HTML per ß è &szlig;.
Il suo codice numerico nelle tabelle caratteri ISO 8859 e più precisamente 1, 2, 3, 4, 9, 10, 13, 14, 15, 16 è identico a quella Unicode, ovvero 223 (o DF in esadecimale).
Molte tastiere italiane per computer non hanno il tasto specifico per digitare ß.
- Sui PC equipaggiati con Windows, ß può essere scritta tenendo premuto Alt, digitando "+00DF", "0223" o "225" sulla tastiera numerica e quindi rilasciando Alt (la seconda e terza possibilità dipende dalla scelta della lingua e della pagina di codice). In diverse applicazioni che girano su ambiente Windows (per esempio Microsoft Word) un'altra possibilità è premere Ctrl + & (con ⇧ Maiusc premuto se & è nella posizione maiuscola del tasto), lasciare i tasti e poi premere il tasto S;
- Sui sistemi MacOS si può utilizzare la combinazione Alt ⌥ + S;
- Sui sistemi equipaggiati con Linux si può utilizzare la combinazione Alt Gr + S;
- In LaTeX si può produrre con \ss.

| Sistema operativo | Windows        | Windows        | MacOS        | Linux        |              |
| Risultato atteso  | Combinazione 1 | Combinazione 2 | Combinazione | Combinazione | Combinazione |
| ----------------- | -------------- | -------------- | ------------ | ------------ | ------------ |
| ß                 | Alt + 0 2 3    | Alt + 2 5      | Alt ⌥ + S    | Alt Gr + S   |              |